# Charles Ange Ginésy
Charles Ange Ginésy, né le 14 mai 1956 à Nice, est un homme politique français.
Exploitant de remontées mécaniques et hôtelier, il est président Les Républicains du conseil départemental des Alpes-Maritimes, premier adjoint au maire de Péone et président de la communauté de communes Alpes d'Azur.

## Biographie

### Famille et vie privée
Charles Ange Ginésy est né le 14 mai 1956 à Nice. Il est le fils du sénateur et ancien président du conseil général des Alpes-Maritimes Charles Ginésy.
Il est père de trois filles.
Il a été élève de l'École hôtelière de Nice. Sur le plan professionnel, il a dirigé l'hôtel familial à Péone-Valberg, puis géré la société exploitant les remontées mécaniques de la station.

### Mairie de Péone-Valberg
En 1989, il est élu au conseil municipal et désigné premier adjoint. En 2001, il prendra la suite de Charles Ginésy en étant élu Maire de la commune de Péone-Valberg. En 2008, il sera élu sur son nom en tant que maire, sa liste rassemblant près de 92,5% des suffrages au premier tour. Il est réélu maire de Péone-Valberg en 2014 avec 90,49% des voix. La même année, il sera élu président de l'Association nationale des maires des stations de montagne.

### Communauté de communes Alpes d’Azur
Le 4 janvier 2014, il est élu président de la communauté de communes Alpes d'Azur. Cet établissement public de coopération intercommunale regroupe plusieurs anciennes communautés de communes dont celle de Cians Var qu’il présidait jusqu’alors.

### Canton de Guillaumes puis de Vence
En 2003, lors d’élections cantonales partielles, il est élu Conseiller général du canton de Guillaumes avec 75,40% des suffrages. Il est alors désigné premier vice-président du conseil général. Il est à nouveau élu conseiller général en 2004 avec 69,88 % des voix. Il sera à nouveau élu en 2011 en recueillant 68,76% des suffrages.
Après le redécoupage du canton, qui deviendra le canton de Vence, en 2015, il sera à nouveau élu Conseiller départemental avec 64,35% des voix au second tour. En 2021, alors président du conseil départemental des Alpes-Maritimes, il est à nouveau élu conseiller départemental du canton de Vence recueillant 59,71% des voix au premier tour puis 75,99% des voix.

### Président du conseil départemental
En 2017, il est élu président du conseil départemental des Alpes-Maritimes, la loi sur le cumul des mandats interdisant à Éric Ciotti de cumuler sa fonction de député avec la présidence du conseil départemental . En 2021, il est à nouveau élu président du conseil départemental avec 100 % des suffrages exprimés.
Des centaines de documents mis en ligne en 2022 par un hacker montrent cependant qu'Éric Ciotti, officiellement simple conseiller départemental, est resté le véritable décisionnaire.
Selon Le Monde, le conseil départemental utilise les finances du département à des fins politiques, les utilisant comme un moyen de pression contre les adversaires locaux d'Éric Ciotti, en particulier Christian Estrosi. Des associations mobilisées contre certains projets du maire de Nice ont ainsi reçu d'abondantes subventions, tandis que des villages auraient vu leur dotation chuter après une brouille entre leur maire et Éric Ciotti. Le président de la région Provence-Alpes-Côte d’Azur, Renaud Muselier, dénonce ce qu’il appelle le « système Ciotti » : « il faut être avec eux ou contre eux. Ils décident de punir les maires, avec des pressions, des manipulations, des interdictions ».

### Conseil régional Provence-Alpes-Côte d’Azur
De 1998 à 2004, il est élu et siège au Conseil régional de la région Provence-Alpes Côte d’Azur.

### Assemblée nationale
En 1997, il devient le suppléant de Christian Estrosi, député de la cinquième circonscription des Alpes-Maritimes. Il siège à l'Assemblée nationale à partir du 3 juillet 2005, après la nomination de Christian Estrosi comme ministre délégué à l'Aménagement du territoire dans le gouvernement Villepin. Il siège jusqu'à la fin de la XIIe législature, le 19 juin 2007. Lors des élections législatives de 2007, il se présente une fois de plus comme suppléant de Christian Estrosi, qui l'emporte. Ce dernier ayant été nommé secrétaire d'État chargé de l'Outre-Mer dans le gouvernement Fillon le 19 juin 2007, Charles Ange Ginésy siège de nouveau au palais Bourbon à partir du 20 juillet 2007. Il démissionne de son poste de député le 1er avril 2008, à la suite du départ de Christian Estrosi du gouvernement. Après que Christian Estrosi a été nommé ministre chargé de l'Industrie, Charles Ange Ginésy le remplace une nouvelle fois à l'Assemblée nationale à partir du 23 juillet 2009. Le 17 juin 2012, il est élu député UMP de la deuxième circonscription des Alpes-Maritimes.

### UMP puis Les Républicains
Il soutient Nicolas Sarkozy pour la primaire pour la présidentielle des Républicains de 2016. Lors de la primaire pour l'élection présidentielle de 2022, il soutient Éric Ciotti au second tour.

### Affaires judiciaires
Charles Ange Ginésy est visé depuis 2024 par une enquête du Parquet national financier pour des infractions fiscales présumées, étant soupçonné de dissimuler des avoirs financiers à l’étranger.
Une plainte est déposée en janvier 2025 par l'ONG Anticor contre Charles Ange Ginésy et Eric Ciotti, ce dernier étant soupçonné de bénéficier d'avantages indus du conseil départemental des Alpes-Maritimes.

## Distinctions et honneurs
- Chevalier de la Légion d'honneur : le 27 mars 2012, Christian Estrosi lui remet les insignes de chevalier dans l'ordre national de la Légion d'honneur, en présence de Nicolas Sarkozy.
- Chevalier de l'ordre national du Mérite : par décret du 15 novembre 2003, Charles Ange Ginésy est nommé chevalier de l'ordre national du Mérite[27].

En 2007, il a été récompensé du trophée de la Marianne d'Or du développement durable pour son engagement sur les sujets environnementaux.

## Détail des mandats
Député
- 3 juillet 2005 - 19 juin 2007 : député de la 5e circonscription des Alpes-Maritimes
- 20 juillet 2007 - 1er avril 2008 : député de la 5e circonscription des Alpes-Maritimes
- 23 juillet 2009 - 13 décembre 2010 : député de la 5e circonscription des Alpes-Maritimes
- 20 juin 2012 - 20 juin 2017 : député de la  2e circonscription des Alpes-Maritimes[29]

Conseiller régional
- 16 mars 1998 - 28 mars 2004 : membre du conseil régional de Provence-Alpes-Côte d'Azur

Conseiller général puis départemental
- 14 septembre 2003 - 21 mars 2004 : membre du conseil général des Alpes-Maritimes (élu dans le canton de Guillaumes)
- 21 mars 2004 - 15 septembre 2017 : 1er vice-président du conseil général puis départemental des Alpes-Maritimes
- Depuis mars 2015 : membre du conseil général des Alpes-Maritimes (élu dans le canton de Vence)
- Depuis le 15 septembre 2017 : président du conseil départemental des Alpes-Maritimes

Conseiller municipal / Maire
- 20 mars 1989 - 18 mars 2001 : premier adjoint au maire de Péone
- 18 mars 2001 - 29 septembre 2017: maire de Péone[30]
- Depuis 2017 : premier adjoint au maire de Péone

Mandats intercommunaux
- 2001-31 décembre 2013 : président de la communauté de communes de Cians Var
- Depuis le 4 janvier 2014 : président de la communauté de communes des Alpes d'Azur[31]
- Président du syndicat intercommunal de Valberg (SIV)
- Président du syndicat mixte départemental de Valberg (SMIX)
- Président du syndicat intercommunal des collectivités territoriales informatisées des Alpes Méditerranée (SICTIAM), qui comprend 200 communes depuis 2008
- Président du parc national du Mercantour (PNM) depuis le 2 novembre 2015
- Président du Syndicat mixte pour les inondations, l’aménagement et la gestion de l’eau maralpin (SMIAGE) depuis 2017

National
- Président de l'Association Nationale des Maires des Stations de Montagne (2014-2020)